# Вознесенски археологически комплекс
Вознесенският археологически комплекс е археологически обект от VІІ век с неизяснено предназначение на днешната територия на град Запорожие, Украйна.
Открит е в близост до бившето село Вознесенка, разположено на левия бряг на река Днепър, на 4 km източно от центъра на град Запорожие. Археологическият паметник е открит в средата на ХХ век.
Първите изследвания на обекта са извършени под ръководството на Владимир Автономович Гринченко. Той представлява четириъгълна площадка с размери 82 х 51 m, разположена на възвишение на брега на Днепър. Площадката е оградена с вал от камъни и пръст, чиято днешна височина е около 80 cm. В източната част на площадката е изграден кръг от камъни с диаметър 6 m, а в две ями близо до него са открити положени около 1600 предмета. Освен предметите от VII век, в рамките на площадката са открити 11 по-стари гроба.
Общото количество на откритите златни предмети е 1,2 kg. Сред откритите предмети са 3 украсени със злато ножници, многобройни части от конска сбруя, сребърни фигури на орел и лъв, смятани за върхове на византийски бойни знамена, 4 железни ножа със златни инкрустации, животински кости, главно от кон. В източната част на обекта е разкрита площадка с размери 3,5 х 2,5 m, в която е горял огън, като почвата е засегната до дълбочина от 35 cm. Някои сходства на откритите предмети дават основание обектът да бъда включен в Перешчепинската група паметници.
Първоначално паметникът се свързва с погребалните обреди на славяните, а по-късно – с хазарите и прабългарите. Съществува и хипотеза, че това е гробът на българския владетел Аспарух. Предназначението на комплекса не е изяснено, тъй като хипотезата за погребален паметник не се потвърждава от археологическите данни – липсват както човешки кости, така и свидетелства за трупоизгаряне. Сред хипотезите за предназначението на паметника е, че това е укрепен център, но липсата на данни за постоянно обитаване и малките размери на ограждащия вал не подкрепят това предположение. Друга възможност е комплексът да представлява възпоменателен паметник, подобен на известните тюркски съоръжения от Централна Азия.